# Luis Landero Duran
Luis Landero Duran (Alburquerque (Badajoz), Espanya; 1948) és un periodista i novel·lista espanyol que va ser guardonat amb el premi de la Crítica i el Nacional de Literatura per la seva òpera prima Juegos de la edad tardía (1989). Posteriorment ha continuat publicant novel·les i també articles periodístics, principalment al diari espanyol El País, que es troben reunits en diverses compilacions, com la titulada ¿Cómo le corto el pelo, caballero? (2004).
Es considera una de les figures importants de les lletres espanyoles i per aquest motiu se li va donar el seu nom al Certamen Literari de Narracions Curtes Luis Landero, que es convoca a nivell internacional per a tots els alumnes d'educació secundària dels països de parla espanyola.

## Biografia
Landero prové d'una família d'agricultors extremenys emigrats a Madrid l'any 1960, va haver de treballar molt jove per pagar-se els estudis, desenvolupant tota mena de feines. Va estudiar filologia hispànica a la Universitat Complutense de Madrid i va exercir de professor a la mateixa com a professor ajudant de Filologia Francesa. També va ser mestre de Llengua i Literatura espanyoles en un institut de batxillerat de Madrid. Actualment està jubilat, després d'impartir classes a l'Escola d'Art Dramàtic d'aquesta mateixa ciutat. 

## Obres

### Novel·les
- Juegos de la edad tardía (1989, Tusquets), Premi de la Crítica 1989 i Premi Nacional de Literatura 1989
- Caballeros de fortuna (1994, Tusquets)
- El mágico aprendiz (1998, Tusquets)
- El guitarrista (2002, Tusquets)[3]
- Hoy, Júpiter (2007, Tusquets)
- Retrato de un hombre inmaduro (2009, Tusquets)
- Absolución (2012, Tusquets)
- La vida negociable (2017, Tusquets)
- Lluvia fina (2019, Tusquets)
- Una historia ridícula (2022, Tusquets)
- La última función (2024, Tusquets)

### Altres
- Entre líneas: el cuento o la vida (2000, Tusquets). Assaig
- Ésta es mi tierra (2000, Editora Regional d'Extremadura).
- ¿Cómo le corto el pelo, caballero? (2004, Tusquets). Articles
- El balcón en invierno (2014, Tusquets). Autobiografia.
- El huerto de Emerson (2021, Tusquets). Autobiografía